# Bowery Songs
Bowery Songs es el octavo álbum en directo de la cantante estadounidense Joan Baez, publicado por la compañía discográfica Koch Records en septiembre de 2005. El álbum fue grabado en el Bowery Ballroom de Nueva York.

## Lista de canciones
1. "Finlandia" (Jean Sibelius, Georgia Harkness, Lloyd Stone) – 2:08
2. "Rexroth's Daughter" (Greg Brown) – 5:00
3. "Deportee (Plane Wreck at Los Gatos)" (Woody Guthrie, Martin Hoffman) – 5:24
4. "Joe Hill" (Alfred Hayes, Earl Robinson) – 4:18
5. "Christmas in Washington" (Steve Earle) – 5:17
6. "Farewell, Angelina" (Bob Dylan) – 3:36
7. "Motherland" (Natalie Merchant) – 5:16
8. "Carrickfergus" (Tradicional, Alan Connaught) –5:41
9. "Jackaroe" (Tradicional) –5:07
10. "Seven Curses" (Dylan) –5:26
11. "Dink's Song" (Tradicional) –4:37
12. "Silver Dagger" (Tradicional) – 3:52
13. "It's All Over Now, Baby Blue" (Dylan) – 4:26
14. "Jerusalem" (Earle) – 4:17

## Personal
- Joan Baez: voz y guitarra
- George Javori: batería y percusión
- Graham Maby: bajo
- Duke McVinnie: guitarra y coros
- Erik Della Penna: banjo, guitarra, lap steel guitar y coros